# Was das Herz befiehlt
Was das Herz befiehlt ist ein deutscher Film aus dem Jahr 1951 unter der Regie von Leopold Hainisch. Alternativtitel ist Veronika, die Magd.

## Handlung
Joseph Huber hat von jeher Schwierigkeiten mit seinem älteren Bruder Florian. Nun ist er an einem Punkt angekommen, wo er lieber auf den Hof seiner Vorfahren verzichten will, als weiter in Unfrieden zu leben. Mit seiner Braut, der Magd Veronika, will er sich ein neues Leben aufbauen. Auch einige Knechte gehen mit ihm. Er wird das halb verfallene Anwesen schon wieder in Schuss bringen, davon ist er überzeugt. Und auch Veronika, die schwanger ist, wird ein Leben ohne Streit besser bekommen.
Als bei Veronika die Wehen einsetzen, eilt er durch Schnee und Sturm zum Berghotel, um Hilfe zu holen. Das wird ihm zum Verhängnis, da er danach kränkelt und schließlich stirbt. Vor seinem Ableben macht er jedoch Veronika zu seiner rechtmäßigen Frau und Erbin. Die geldgierige Verwandtschaft spuckt Gift und Galle.
Veronika schafft es, den Hof in Josephs Sinn zu führen und Land und Vieh sogar weiter zu vermehren. Der Gedanke an ihren Mann und vor allem an ihren Jungen gibt ihr die Kraft dazu.
Nach einigen Jahren lernt Veronika Richard Jansen, den Juniorchef eines großen Industriewerkes, und dessen Frau Alice sowie Richards Freund Freddy kennen. Zwischen Veronika und Richard, die sich auf den ersten Blick mögen, entwickelt sich ein Gefühl des Vertrauens und der Zuneigung.
Einige Zeit später wird Veronika Zeugin des intimen Verhältnisses zwischen Alice und Freddy. Auch Richard kann nicht länger die Augen davor verschließen, dass seine Frau ihm untreu ist.
Als er seinem Vater berichtet, wie es um seine Ehe steht und dass er keinen anderen Weg mehr sehe als eine Scheidung, stößt er bei dem erzkonservativen Mann auf erbitterten Widerstand. Der alte Jansen geht sogar so weit, dass er seinem Sohn eine Scheidung schlichtweg verbietet. Er duldet keinen „Eheskandal“, wie er sich ausdrückt, und sein Wort sei Gesetz.
Nach einer Auseinandersetzung mit dem Vater geht Richard zurück zu Veronika. Er sehnt sich nach ihrer Wärme und dem Frieden, den Haus und Umgebung ausstrahlen. Veronika nimmt Richard ohne viel Worte auf, der alte Jansen jedoch lässt nicht locker und wirkt auf Veronika ein, so dass sie Richard schweren Herzens wegschickt. Erst als Jansen senior erfährt, dass Veronika ein Kind von Richard erwartet und weil die Ehe seines Sohnes kinderlos geblieben ist, ändert er seine Meinung und steht dem Glück seines Sohnes mit Veronika nicht mehr im Wege.

## Hintergrund
Was das Herz befiehlt entstand im Filmatelier Göttingen, die Außenaufnahmen stammen aus dem Walsertal. Die Bauten entwarf Walter Haag, die Produktionsleitung lag in den Händen von Hans Speer. Es handelt sich um einen Elton-Film, der im Constantin-Filmverleih erschienen ist.
Die Premiere des Films fand am 13. September 1951 in Stuttgart statt. In Österreich lief der Film unter dem Titel Veronika, die Magd im Januar 1952 an und erlebte am 1. Oktober 1960 seine Wiederaufführung im Kino.

## Kritik
„Ein unglücklich verheirateter, betrogener Industriellensohn findet Liebe und Glück bei einer schlichten Bergbäuerin. Schablonenhaft konstruiertes Melodram mit dem Klischee einer Frauengestalt, die stilles Duldertum, Naturverbundenheit, Sinnlichkeit und Mütterlichkeit kinoträchtig in sich vereinigt“.